# Kommissionen Mansholt
Kommissionen Mansholt är den EU-kommission som var i tjänst mellan 22 mars 1972 och 5 januari 1973. Den bestod av en ordförande, Sicco Mansholt, och fem andra kommissionärer. Den efterträdde kommissionen Malfatti och ersattes 1973 av kommissionen Ortoli.

## Kommissionärer
| Ordförande                                 |  | Sicco Mansholt           | Socialist     | Nederländerna |  |  |  |  |  |  |
| Jordbruk                                   |  | Carlo Scarascia-Mugnozza | Konservativ   | Italien       |  |  |  |  |  |  |
| Industri och Forskning                     |  | Altiero Spinelli         | Socialist     | Italien       |  |  |  |  |  |  |
| Utrikes frågor och Handel                  |  | Ralf Dahrendorf          | Liberal       | Västtyskland  |  |  |  |  |  |  |
| Vice Ordförande, Inre marknaden och Energi |  | Wilhelm Haferkamp        | Socialist     | Västtyskland  |  |  |  |  |  |  |
| Konkurrens och Regionalpolitik             |  | Albert Borschette        | Oberoende     | Luxemburg     |  |  |  |  |  |  |
| Socialpolitik, Transport och Budget        |  | Albert Coppé             | Kristdemokrat | Belgien       |  |  |  |  |  |  |
| Yttre förbindelser                         |  | Jean-François Deniau     | Liberal       | Frankrike     |  |  |  |  |  |  |
| Näringsliv                                 |  | Raymond Barre            | Liberal       | Frankrike     |  |  |  |  |  |  |

### Summering: Politisk tillhörighet
| politisk tillhörighet | antal kommissionärer |
| --------------------- | -------------------- |
| Liberal               | 3                    |
| Socialist             | 3                    |
| Kristdemokrat         | 2                    |
| Oberoende             | 1                    |